# Дунайская равнина

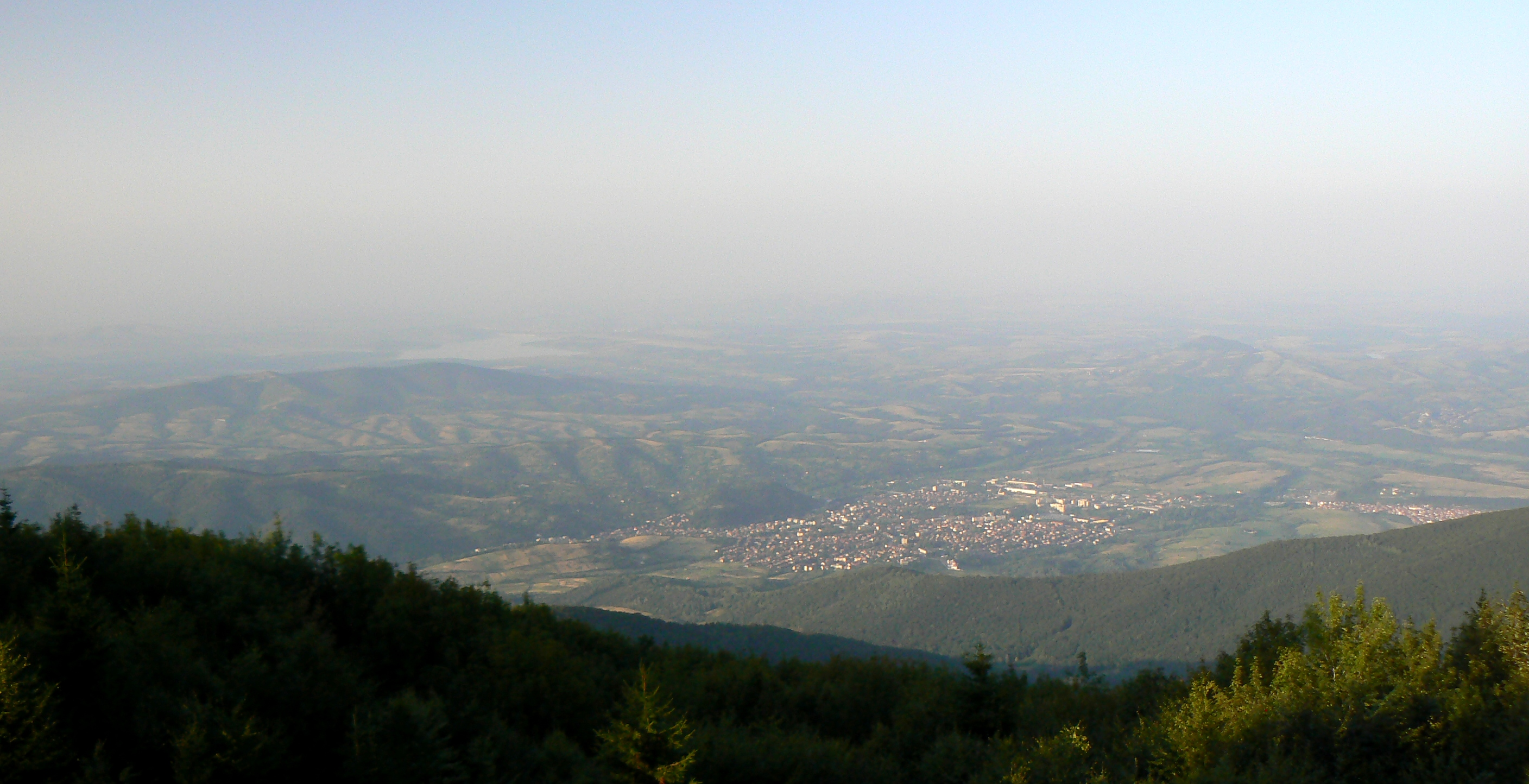
Вид на Предбалканы и Дунайскую равнину из хижины Ком

Дунайская равнина (или Дунайская холмистая равнина) — одна из пяти физико-географических зон Болгарии. Она является частью Нижнедунайской низменности и занимает большую часть Северной Болгарии. Это самый северный физико-географический регион Болгарии и самая большая равнинная территория в стране. Большая часть равнины используется для сельского хозяйства .

## Географическое положение, границы, площадь, деление

### Географическое положение
Дунайская равнина расположена между рекой Дунай на севере и Предбалканами на юге, простираясь до реки Тимок на западе и Чёрного моря на востоке. Через Добруджу на северо-востоке соединяется с Восточно-Европейской равниной. Она простирается на территории 13 болгарских областей, из которых 5 полностью находятся в ней — Плевенска, Русенская, Разградская, Силистренская и Добричская, и 8 — частично: это Видинская, Монтана, Врацкая, Ловечска, Великотырновская, Тырговиштская, Шуменская и Варненская.

### Границы
В то время как на севере, западе и востоке равнина чётко разграничена, на юге граница с Предбалканами упирается в её самые северные холмы и горы. Здесь эта граница имеет недостаточную выразительность и может рассматриваться как условная, но вместе с тем в отдельных местах, северные склоны соответствующих холмов и гор Предбалкан относительно круто спускаются к южной периферии равнины, а её морфологическое выражение определяется тектоникой.
На западе эта граница начинается от северного подножия обособленной возвышенности Врышка-чука, затем следует по подножию северного обвального крутого склона Рабишки-могилы (461 м), а на востоке прослеживается морфотектонически выраженная граница вдоль северного подножья горной сопки Венеца (904 м) и Широкой Горы (941 м), где хорошо видно морфологическое проявление разломно-дислокационных структур вдоль северного фланга Белоградчишской антиклинали. У деревни Владимирово граница пересекает реку Огоста и продолжается на восток по северному подножью оползневого склона Владимировской возвышенности. Ещё дальше на восток она огибает с севера уединённую возвышенность Борованской Могилы и продолжается на восток в южной окрестности села Враняк. У села Чомаковци граница пересекает реку Искыр, следуя по подножию прямолинейного и крутого северного склона кургана Маркова на восток.
Далее граница огибает более высокий холмистый рельеф у села Телиш с севера, далее на восток у села Садовец пересекает долину реки Вит, и далее идёт по северной периферии Ловчанских возвышенностей. Ещё дальше на восток граница между Дунайской равниной и Предбалканами пересекает реку Осым у села Александрово и затем продолжается вдоль северных предгорий Деветашского плато, достигая параллельной долины реки Росица. Далее следует южная периферия Ресенской структурной впадины, заполненной плиоценовыми отложениями. В районе села Самоводене граница, пересекая реку Янтра, проходит по северному подножью прямолинейного разломного склона Тырновских высот и продолжается на северо-восток по долине реки Голяма.
После этого граница между Дунайской равниной и Предбалканами проходит по водоразделу между реками Голяма и Черни-Лом, а далее на восток очерчивается долиной реки Черни-Лом и её равнинным водоразделом относительно левого притока реки Враны — реки Лилякска. Отсюда на восток идёт чётко выраженная прямолинейная морфотектоническая граница по предгорьям северного склона горы Преслав, а затем по южной периферии долины реки Камчия доходит до Чёрного моря, а в последней своей части Дунайская равнина непосредственно граничит с горной системой Стара-Планина.

### Площадь
В этих пределах Дунайская равнина занимает площадь 31 523 км2, что составляет 28,42 % территории Болгарии. Её длина от реки Тимок на западе до Чёрного моря на востоке составляет около 500 км, а ширина — от 20-25 км (в западной части) до 120 км (в Лудогории и Южной Добрудже).

### Деление
Долины рек Вит и Янтра делит Дунайскую равнину на три части: Западно-Дунайскую равнину, Среднедунайскую равнину и Восточно-Дунайскую равнину.

#### Западно-Дунайская равнина
Западно-Дунайская равнина самая узкая (по направлению север-юг), с наименьшей средней высотой (130 м) и имеет площадь 7235 км 2 . Западная часть характеризуется равнинно-холмистым рельефом, в котором наблюдается сочетание плоских водоразделов, каньонообразных и асимметричных долин и придунайских аллювиальных низменностей. Склон Западно-Дунайской равнины находится в северо-восточном направлении и в этом же направлении проходят долины более крупных рек Лом, Цибрица, Огоста, Искыр, Вит и других). К западу от реки Лом реки имеют узкие каньонообразные долины, а к востоку от неё речные долины широкие и асимметричные. Асимметрия долины является результатом взаимодействия четвертичного поднятия суши и врезания русел рек в пологие слои известняков и глин. Вслед за наклоном толщи реки смещали свои русла на восток, подтачивая правые склоны речных долин. Так образовались асимметричные долины с пологим левым берегом и крутым правым берегом. Для рельефа этой части Придунайской равнины характерны плоские долинные холмы — златии. Наиболее выразительна область Златия между реками Цибрица и Огоста.

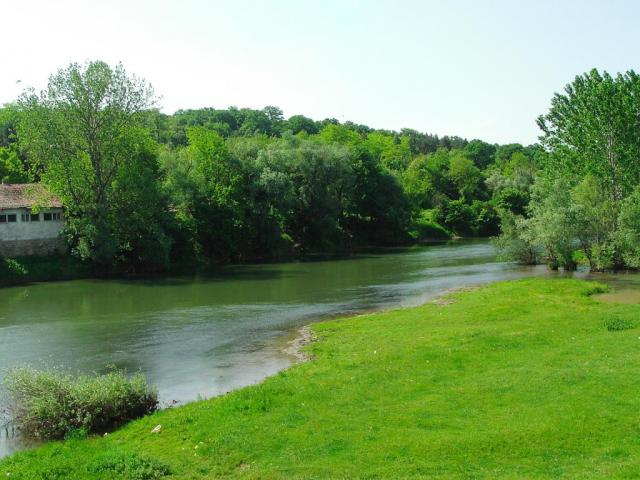
Река Огоста на Дунайской равнине в районе села Хайредин.

Наиболее выразительными формами рельефа Западно-Дунайской равнины являются:
- Аркаро-Орсойская низменность[болг.] (36,8 км 2)
- Бреговско-Новосельская низменность[болг.] (70,4 км 2)
- Видинская низменность[болг.] (224,6 км 2)
- Виноградарские высоты[болг.]
- Гламата[болг.] (высота 334 м)
- Златия[болг.] (лёссовое плато, высота 120—140 м)
- Капитаница[болг.] (лёссовое плато, 224 м)
- Козлодуйская низменность[болг.] (45,2 км 2)
- Островская низменность[болг.] (25,6 км 2)
- Равнина[болг.] (лёссовое плато)
- Цибырская низменность[болг.] (Нижнецибырская низменность, 21,5 км 2)

#### Среднедунайская равнина
Среднедунайская равнина — наименьшая по площади (4534 км2) из трёх частей. Средняя часть Придунайской равнины имеет равнинно-холмистый рельеф, глубоко расчленённый долинами рек Вит Осым и Янтра и их притоков со средней высотой 138 м. Распространены лёссовые плато. В западной части тянется асимметричная долина реки Вит, а на востоке расположены Плевенские высоты, Павликенские высоты и каньонообразные долины рек Тученицы и Чернялки. Далее на восток простираются широкие долины, где текут реки Осым, Росица и Янтра. Холмистый характер рельефа дополняют 14 базальтовых курганов между селом Драгомирово на севере и городом Сухиндол на юге. Они образовались вдоль тектонического разлома и, вероятно, имеют плиоцен-четвертичный возраст. Наиболее обширными из прибрежно-аллювиальных низменностей вдоль Дуная являются Свиштовско-Беленская, Вардимская и Чернопольская низменности.
Никопольское плоскогорье и Плевенские высоты имеют сильно развитую карстовую структуру. Здесь находятся пещеры Нанин камык, Водница, Мара Денчева и другие. Напротив города Белене находится самая большая группа островов в болгарской части реки Дунай — Беленcкие острова. Здесь находится природный парк Персина, в который входят заповедники Китка и Милка, а также заповедник Персинские болота.

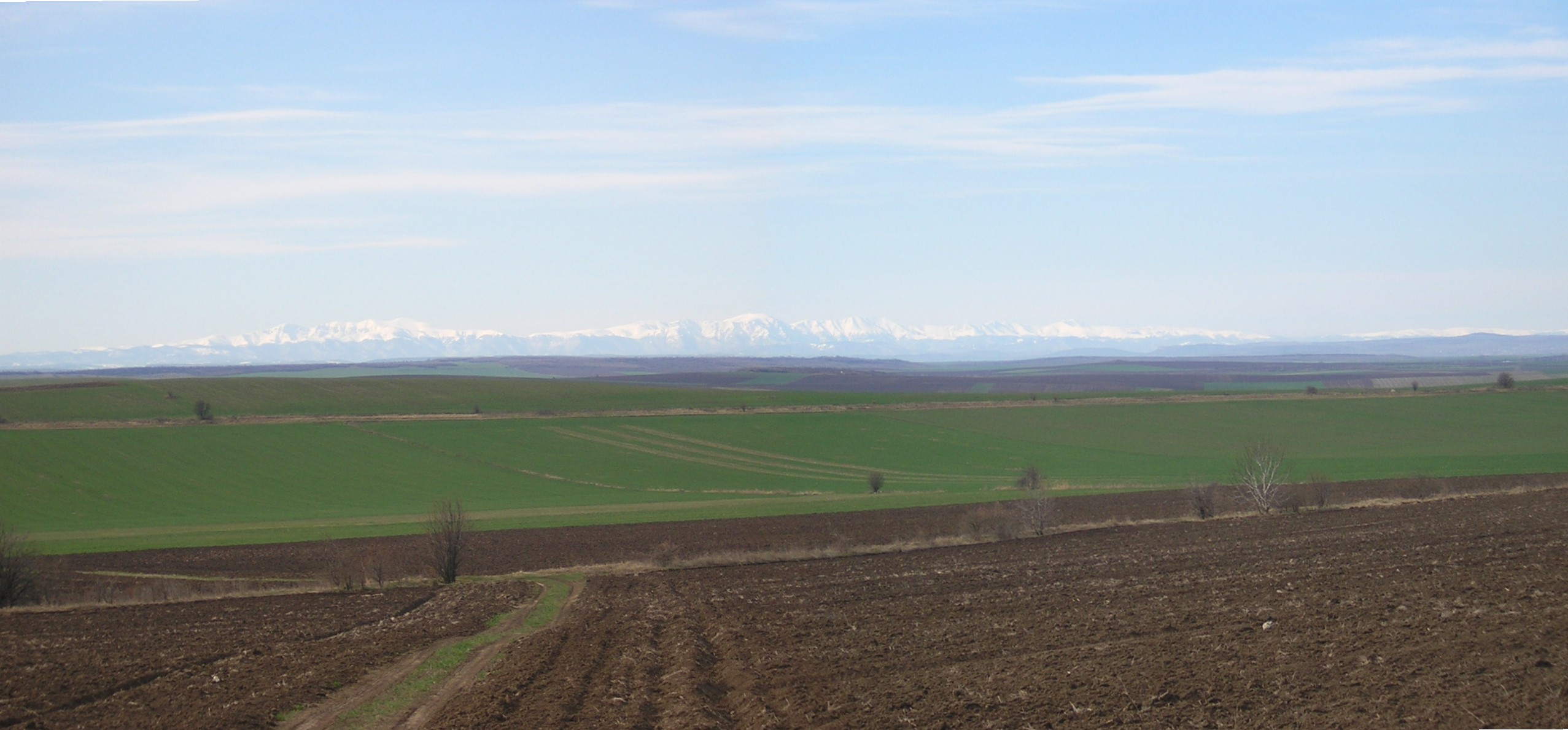
Вид со Среднедунайской равнины (на заднем плане видна Стара-Планина)

Наиболее выразительными частями рельефа Среднедунайской равнины являются:
- Базальтовые курганы[болг.] (сухиндольские базальтовые курганы, 14 шт., до 243 м)
- Батинская низменность[болг.] (5 км2)
- Вардимская низменность[болг.] (25,7 км2)
- Драгановские высоты[болг.] (Драгановский холм, 371 м)
- Никопольское плато (258 м)
- Плевенские высоты (314 м)
- Павликенские высоты (317 м)
- Свиштовско-Беленская[болг.] (171 км 2)
- Свиштовское плато (239 м)
- Чернопольская низменность[болг.] (183 км 2)

#### Восточно-Дунайская равнина
Восточная часть Придунайской равнины отличается от остальных пёстрым платовидно-холмистым рельефом и большей высотой (Сиреневое плато 517 м). Его площадь — самая большая из трёх областей (19 753 км2), а средняя высота — 204 м. Благодаря более сильным возвышениям основания образовалась Северо-Болгарская дуга, ось которой проходит по Поповско-Разградской и Самуйловским высотам. К северу от них тянутся Лудогорское и Добруджанское плато, глубоко изрезанные речной сетью. Примерно по линии Тутракан — Добрич реки теряют свой сток и продолжают течь под землёй в сторону реки Дунай. Их суходолы являются наиболее характерной чертой рельефа плато Добруджа. Широкое распространение известняков является предпосылкой развития карстового рельефа. За счёт врезания в известняковые пласты реки образуют живописные каньоны глубиной до 100—120 м. На побережье Дуная и Чёрного моря образовались крупные оползни. Из придунайских низменностей самыми большими по площади являются Побрежие и Попино-Гарванская низина. Крупнейшая охраняемая территория Болгарии Калимок-Брашлен находится в Побрежии.

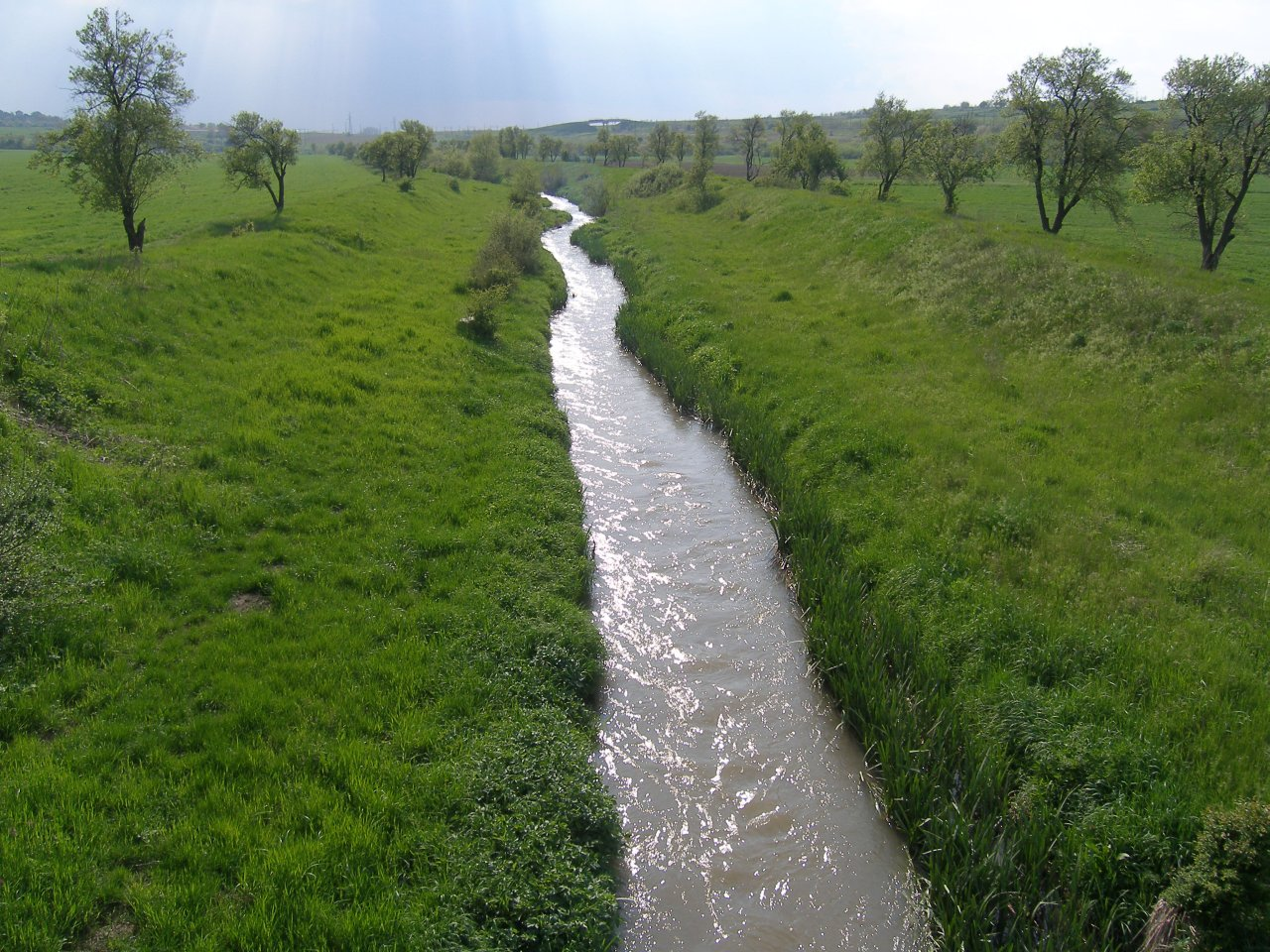
Река Провадийская в восточной части Дунайской равнины

Наиболее выразительные формы рельефа:
- Аблановская низменность[болг.] (6,1 км 2)
- Авренское плато[болг.] (плато Момино, 322 м)
- Айдемирская низменность[болг.] (34 км 2)
- Воеводское плато[болг.] (или Сырта, 481 м)
- Девненская низменность[болг.]
- Добринское плато[болг.] (360 м)
- Добруджанское плато[болг.] (350 м)
- Сиреневое плато[болг.] (517 м)
- Лонгоза[болг.] (Нижнекамчинская низменность, 113 км 2)
- Лудогорское плато[болг.] (ок. 300 м)
- Мадарское плато[болг.] (431 м)
- Овечье поле[болг.] (около 200—300 м)
- Плисковское поле[болг.] (100—200 м)
- Побрежие[болг.] (Плющевая равнина, 420,6 км 2)
- Попино-Гарванская низменность[болг.] (10 км 2)
- Поповские высоты[болг.] (486 м)
- Провадийское плато[болг.] (389 м)
- Разградские высоты[болг.] (479 м)
- Роякское плато[болг.] (408 м)
- Самуиловские высоты[болг.] (501 м)
- Синделская низменность[болг.]
- Смядовское поле[болг.] (до 100 м)
- Стана[болг.] (плато, 441 м)
- Фисек[болг.] (высота 420 м)
- Франгенское плато[болг.] (356 м)
- Шуменское плато[болг.] (502 м)

## Геологическое строение
В тектоническом плане Дунайская равнина имеет типично спокойное строение, состоящее из глубокого палеозойско-герцинского складчатого фундамента и мощнослоистой почти горизонтальной мезозойско-третичной надстройки (так называемой расслоённой платформы или плиты), перекрытой плейстоценовый Лёссом и лессовой вуалью. Его максимальная мощность достигает 50-60 м, местами она значительно снижается, а в других местах этот молодой аккумулятивный покров полностью отсутствует.
В палеозое земли Дунайской равнины представляли собой глубоководный морской бассейн, в котором отлагались отложения значительной мощности. Интрузивная деятельность, происходившая здесь во время одного из герцинских горообразований, вызвала их складчатость. В дальнейшем эта складчатая структура подверглась эпейрогенному поднятию, за которым последовало отступление морского бассейна и начало длительного скульптурно-морфогенетического действия экзогенных процессов на осушённое пликативное основание. Проявление этой морфогенетической активности сопровождалось дальнейшим поднятием и дислокацией герцинских складчатых структур и превращением их территориального ареала в глубоко расчленённые горные массивы. Здесь длительный процесс денудации в конце палеозоя превратил их в обширную пенепленовую равнину, которая в дальнейшем в течение мезозоя и третичного периода не подвергалась складчатой деятельности, а играла роль пассивной платформы. Этот процесс сопровождался длительными медленными колебательными движениями земного ядра, что определило горизонтальное осадочное строение платформы, которое с течением времени на отдельных участках подверглось смещению и значительному растрескиванию.
Неотектонические колебательные движения и нарушение спокойной структуры Дунайской равнины определили локализацию и осадконакопление плиоценовых озёрных котловин в её пределах. Более позднее комплексное эпейрогенное поднятие и отступление озёрных вод в плейстоцене сопровождалось его дальнейшим экзогенным развитием и постепенным формированием современного облика рельефа. В климатических условиях того времени и значительной морфогенетической деятельности более полноводных рек отлагались широко распространённые на равнине плейстоценовые кровельные щебни. И, наконец, в молодом плейстоцене, когда сложились условия для значительного проявления северо-восточного переноса воздуха и длительной эоловой морфогенетической деятельности с этого направления, в пределах Дунайской равнины началось формирование её молодого лёссового и лёссовидного аккумулятивного покрова.
При прослеживании геологического строения Дунайской равнины бросается в глаза «старение» осадочно-литологических образований в направлении с запада на восток. В то время как между долинами Тимок и Искыр под лёссо-лёссовидным покровом обнажаются в основном миоценовые и отчасти плиоценовые отложения, далее на восток, в сторону долины реки Вит и хребта Плевенских высот,эоценовые, палеоценовые и верхнемеловые сенонские известняки обнажаются под неогеновыми осадочными образованиями. Далее на восток в долинных сетях рек Осым и Янтра под лёссовым покровом установлены выходы аптских и барремских известняков и известковистых песчаников. И, наконец, к востоку от долины Янтры в предгорьях Поповской, Разградской и Самуйловской возвышенностей и в основании Шуменского плато вскрываются древнейшие (неокомские) отложения нижнего мела. Эти различия в возрасте плоской осадочной структуры пород Дунайской равнины и обнажения всех более старых и древних литологических образований в направлении с запада на восток являются отражением разного знака и амплитуды колебательных движений земли, обусловивших меньшие поднятия и расчленение равнины в её западной части и более высокое возвышение и более глубокое расчленение в её середине и особенно в её восточной части.
По северной периферии Дунайской равнины, непосредственно южнее реки Дунай и параллельно ей прослеживается лёссовый и лёссовидный покров. Это полоса, ширина которой колеблется от 25 до 60 км. В районе реки Дунай на полосе шириной от 4 до 5 км отмечено наличие типичного лёсса максимальной мощностью от 30 до 60 м с преобладанием крупнопылеватой фракции (0,05 — 0,01 мм). На юге лёссы переходят в более слабый лёссовидный покров с более разнообразным мелкозёмом и значительным глинисто-песчаным содержанием. Высокая пористость (до 50 %), ярко выраженная вертикальная спайность и значительное содержание карбонатов (до 15 %) в совокупности с высокой мощностью обусловливают характер лёссового рельефа и в целом роль лёссов в формировании современного облика Дунайской равнины. Обнаруженные в обнажениях лёссов прослои погребённых почв от бурых до буро-ржавых свидетельствуют об имевших место в прошлом изменениях палеоклиматических и палеоморфогенетических условий, способствовавших прерыванию и возобновлению лёссообразующего процесса.

## Рельеф
Средняя высота над уровнем моря Дунайской равнины составляет 178 м. На большей части равнины она составляет от 100 до 250 м, но по направлению к Предбалканам она становится от 300 до 400 м. Самая высокая точка в пределах равнины — 517 м на Сиреневом плато, на Шуменском плато — 502 м. Дунайская равнина имеет низменный, равнинно-холмистый и плоскогорный рельеф. В северной и западной частях преобладают низменности, образованные в основном речными отложениями реки Дунай. Равнины в западной части занимают междолинные пространства с направлением на северо-восток. К западу от реки Осым, примыкающей к Предбалканам, и на части плато Лудогория высота достигает 300—400 м, у реки Дунай она снижается до 200—120 м, а по направлению к Чёрному морю восточнее посёлка Дуранкулак — до 7-8 м. Низменные земли (0 — 200 м) занимают 19025 км 2 или 60,35 %, а холмистые земли (200—500 м) — 12498 или 39,65 %. Мощность расчленения Дунайской равнины колеблется от 0,5 до 2 км/км 2, а глубина её расчленения на отдельных участках превышает 200 м.
Современный облик рельефа является отражением взаимодействия плоскослоистых неравномерно устойчивых слоёв, флуктуационного характера неотектонических движений и экзогенно-скульптурной активности морфогенетических процессов. В этих условиях полициклическое развитие рельефа обусловило формирование двух уровней денудации и 3-4 речных террас. Начало этого полициклического развития связано с формированием полифации сарматско-понтийской денудационно-абразионной и аккумулятивной поверхности. Оно прослеживается в высоких частях Дунайской равнины, на высотах от 300 до 500 м. Второй по высоте и древнейший морфостратиграфический уровень — левантийский, также имеет полифациальный денудационно-абразионный и аккумулятивный характер. Его следы установлены в пределах всей равнины от 150 до 300 м. В восточной и средней частях Дунайской равнины она занимает нижние полосы возвышенностей, разделённых эрозией, а в её западной части — в вершинах плоских асимметричных водоразделов.
После осушения изолированных плиоценовых озёрных бассейнов взаимодействие между спокойным основанием, положительными радиальными движениями и экзогенной скульптурной активностью в плейстоцене привело к формированию современной сети долин. Параллельно с его формированием происходило отложение покрывающих плейстоценовых гравиев. На них, на большей части равнинно-холмистого рельефа, в молодом плейстоцене проявился лёссообразующий процесс, вызвавший образование лёссового покрова.
Широкие черты рельефа Дунайской равнины определяются не только разной мощностью и сопротивлением почти горизонтальных слоёв, но и конфигурацией разломных структур, избирательным проявлением денудации, а также амплитудой положительных подвижки грунта и увеличение глубины эрозионного углубления. Чётко выраженные изломы поперечных профилей остаточных плато Восточно-Дунайской равнины отражают, с одной стороны, крутые уступы скал стойких известняков и известковистых песчаников, а с другой — пологие склоны лабильных слоёв мергеля. Кроме того, разломные структуры предвосхитили как избирательное скульптурное воздействие денудации, так и формирование контуров современной сети долин, а также тесно связанных с ними плоских водораздельных хребтов, эрозионных нагорий и денудационных плато.

## Полезные ископаемые
- каменный уголь (бассейн Добруджи)
- бурый уголь (Ломский бассейн)
- гипс (Кошава, Оряхово)
- каолин (Каолиново)
- каменная соль (Варненская область)
- огнеупорные глины (Плевенско)
- нефть (Долни-Дыбник и Горни-Дыбник, Плевенско; деревня Тюленово, рядом с Шаблой)
- природный газ (Деветаки, Ловешко[болг.], Чирен, Врачанско[болг.])
- марганцевые (Оброчиште, Церква, Игнатиево)
- известняки и кварцевые пески

## Климат и вода

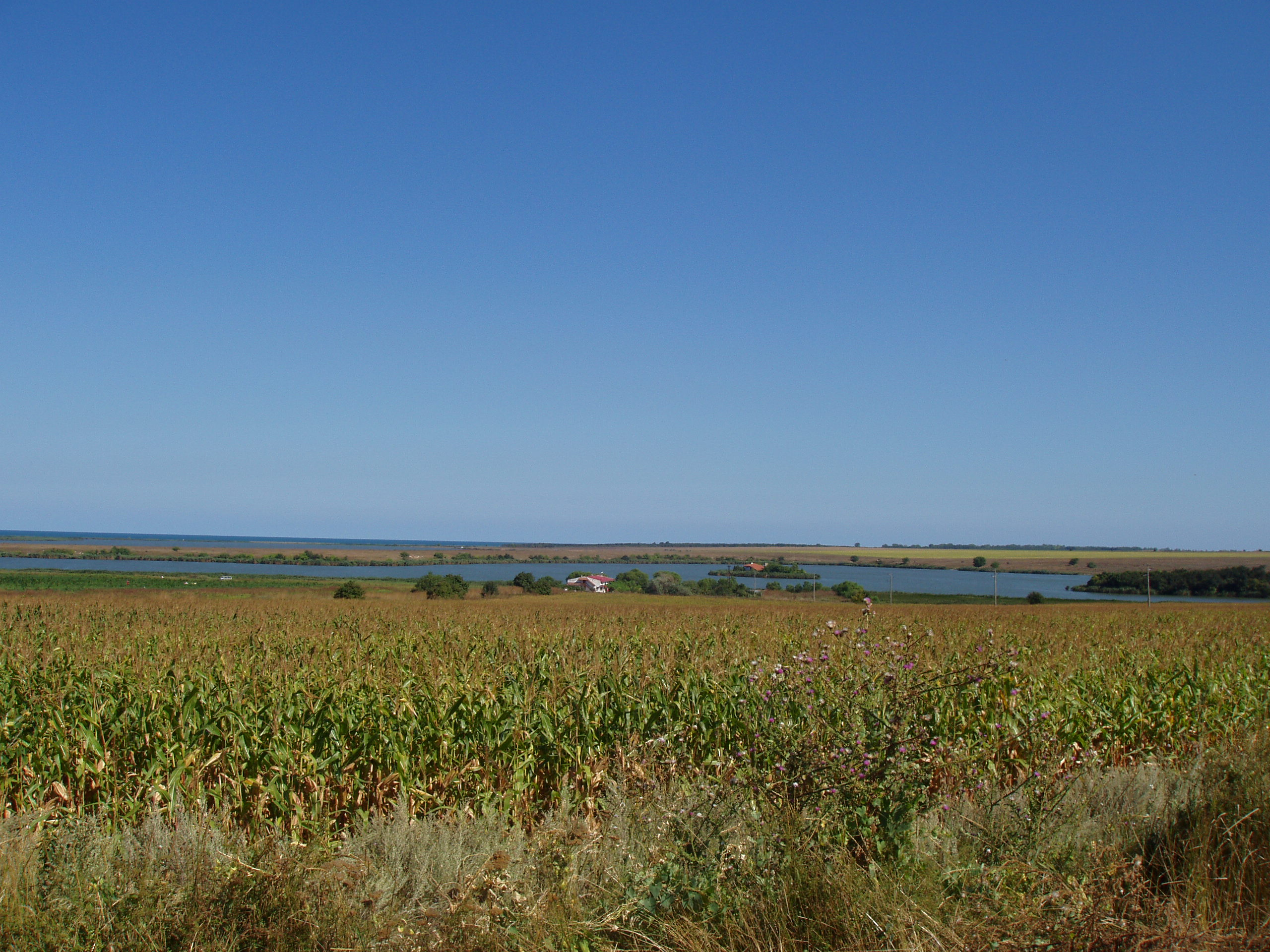
Озеро Дуранкулаш в Добрудже

Умеренно-континентальный климат Дунайской равнины определяется её значительной открытостью к северо-востоку и относительно однородным рельефом. Среднегодовая температура колеблется от 10°С до 12,2°С в разных частях равнины. Самые низкие зимние среднемесячные температуры приходятся на январь. Из-за беспрепятственного вторжения холодных воздушных масс зимой на равнине надолго устанавливаются холода, нередко сопровождающиеся стойкими температурными инверсиями. По этой причине даже на небольшой высоте около 100—200 м январские температуры будут отрицательными. В восточной части из-за климатического влияния Чёрного моря и менее выраженных температурных инверсий зима значительно мягче. Средняя температура января на равнине около −1°С. В остальные сезоны преобладают океанические воздушные массы с запада и северо-запада. Наиболее высокие летние температуры приходятся на июль месяц, а в западной части равнины они достигают 23°-24°С. Наибольшая годовая амплитуда температуры на Дунайской равнине была измерена (25 °С).
Количество осадков наибольшее в западной и южной частях равнины — 600—650 мм. Постепенно на севере и востоке количество осадков уменьшается до 550—500 мм. Наименьшие они по берегам реки Дунай из-за дождевой тени, создаваемой Карпатами и Стара-Планиной, а также в Добрудже (45-50 мм) из-за усиления степных особенностей климата. Режим осадков характеризуется наибольшим количеством осадков летом и среднемесячным максимумом в мае — июне и минимумом в феврале. Продолжительность снежного покрова — 40-50 дней в году. Преобладают западные, северо-западные и северные ветры. Для Дунайской равнины характерны частые и продолжительные туманы не только по Дунаю, но и во внутренних частях равнины.
Через Дунайскую равнину протекает множество рек. Некоторые из них происходят из самой равнины, другие из Предбалкан, а третьи из горного массива Стара-Планина. Из рек, протекающих по равнине, только река Искыр берет начало с горы Рила и её русло пересекает горный массив Стара-Планина.
Дунайская равнина богата подземными водами. Подземные воды обнажены в аллювиальных отложениях реки Дунай и более крупных внутренних рек. В восточной и самой западной части равнины есть карстовые воды. Эти воды питают реки и обусловливают как большую водность, так и равномерный режим. Реки с карстовым питанием — Русенский Лом, Девня, Провадийская и другие.

## Почвы
Почвы большей части Придунайской равнины формировались на лёссовой основе с присутствием преимущественно степной и лесостепной растительности. Развиты преимущественно чернозёмные почвы (карбонатные, типичные, выщелоченные и подзолистые) и реже серые лесные почвы. Карбонатные и типичные чернозёмы занимают лёссовые плато, расположенные ближе к реке Дунай, а выщелоченные и подзолистые почвы расположены на более возвышенных южных и восточных частях равнины, а также западнее города Белоградчик. Южнее чернозёмной зоны развиты тёмно-серые и серые лесные почвы, преимущественно в западной части и востоке долины реки Камчия. Аллювиально-луговые почвы распространены в долинах рек и вокруг русел, а также в низинах по Дунаю.

## Растения и животный мир
Типы почв и специфические климатические условия определяют переход от широколиственной лесной растительности на западе к более сухолюбивой травянистой растительности на востоке. Естественная растительность занимает ограниченные пространства (в районах, непригодных для земледелия). По этой растительности можно судить, что в прошлом придунайская равнина почти целиком была занята просторными лесами и луговыми степями. Восточная часть равнины — Лудогорие — была особенно покрыта лесом. В настоящее время естественная растительность сохраняется на Дунайских островах и несельскохозяйственных участках приречных низменностей, где уровень грунтовых вод высок. В состав этих лесов входят в основном влаголюбивые породы — ивы и тополя . Из древесных пород наиболее распространены некоторые виды дуба (австрийский дуб и дуб Фрайнетто), вяза, граба, липы, лещины и др. Среди степных видов наибольшее распространение получили такие степные злаки, как садина, ковыль, ирис и др.
В лесных массивах водятся глухарь, рысь, косуля, кабан, барсук, волк, лисица и др. В Южной Добрудже характерны степные виды — хорьки, грызуны, кузнечики и др. Мир птиц очень разнообразен. Прибрежные низменности, болота, острова, а также леса Лудогорья населяют более 200 видов птиц. Типичными представителями являются дикие утки, гуси, куропатки, горлицы и перепела. Озеро Сребырна предлагает множество видов птиц — кудрявые пеликаны, различные виды цапель, 11 видов уток и других.